# Pistol Carpați Md. 1995
Pistolul calibrul 9 mm, Md. 1995, denumit și Carpați, este o armă individuală destinată luptei antipersonal la distanțe mici (până la 50 m). Este folosit ca armă de autoapărare în poliție și personalul de pază din România.

## Construcție
Modelul, cunoscut actual ca „pistol semiautomat 9 mm Scurt”, este produs de S.C. Uzina Mecanica Cugir S.A. Se deosebește de Md.-74 prin faptul că are un cartuș calibru majorat, de 9 mm, iar corpul este din oțel, ceea ce modifică și greutatea sa. Înălțătorul este reglabil. Pistolul lucrează cu dublă acțiune la primul foc și cu simplă acțiune la următoarele. Pistolul este oferit la export.

## Muniție
Pistolul folosește muniție .380 ACP  (9x17mm) .  cu masa glonțului de 5.80 - 6.20 g. Greutatea totală a cartușului este de 9.20 - 9.60 g, lungimea sa maximă fiind de 24,90 mm. Viteza inițială a glonțului este V0 = 280-300 m/s, iar energia E0 = 250 - 275 J. Încărcătorul are capacitatea maximă de 7 cartușe.

## Performanțe
Bătaia eficace este declarată de 50 m, însă distanța de tragere normală este ce cca. 15 m.